# Rodolfo Baldini
Rodolfo Baldini (Pistoia, 10 novembre 1946) è un attore e doppiatore italiano.

## Biografia
È noto al pubblico per aver interpretato Cesare Gomez nella soap opera Incantesimo e per aver impersonato il mago Trofonio nel programma per bambini Solletico. È stato la voce di Wolf nella serie animata Carletto il principe dei mostri.
Nel 1970 ha inciso un 45 giri con Ottavia Piccolo, attrice a cui in quel periodo era legato sentimentalmente.
Negli anni 80 è stato il protagonista di Andrea, fortunatissimo sceneggiato trasmesso da Radio 2.
Nella stagione televisiva 2009-2010 è inviato nel programma Il fatto del giorno su Rai 2. Ha recitato anche nella pubblicità per le TV.

## Filmografia

### Cinema
- Contestazione generale, regia di Luigi Zampa (1970)
- Un'anguilla da 300 milioni, regia di Salvatore Samperi (1971)
- Uccidere in silenzio regia di Giuseppe Rolando (1972)
- Fiorina la vacca, regia di Vittorio Sindoni (1972)
- Commediasexi regia di Alessandro D'Alatri (2006)
- L'arrivo di Wang, regia di Wang Hai Peng (2011)
- Abbraccialo per me, regia di Vittorio Sindoni (2016)

### Televisione
- La giostra di Massimo Dursi, regia di Sandro Bolchi - sceneggiato (1972)
- Alle origini della mafia, regia di Enzo Muzii - miniserie TV, 1 punata (1976)
- Le storie di Farland - serie TV (1994)
- Incantesimo 7-10 - serial TV (2004-2008)
- Le ragazze di San Frediano - miniserie TV in 2 puntate (2007)
- Agrodolce - soap opera (2009)
- Una sera d'ottobre, regia di Vittorio Sindoni - miniserie TV in 2 puntate - Rai 1 (2009)
- La mia casa è piena di specchi, regia di Vittorio Sindoni - miniserie TV in 2 puntate - Rai 1 (2010)

## Doppiaggio

### Cinema
- Massimo Ranieri in Metello
- Tyrone Power in La rosa nera (ridoppiaggio)

### Televisione
- Rex Smith in Il falco della strada
- Fernando Colunga in María Mercedes

### Cartoni animati
- Lupo in Carletto il principe dei mostri
- Garfield in Garfield e i suoi amici
- Tuskernini (2^ voce) in Darkwing Duck
- Dottor Mystico in Freakazoid!
- Zenigata in Lupin III - Ruba il dizionario di Napoleone! e Lupin III - Il tesoro degli zar

## Radio
- Andrea - sceneggiato in 196 puntate (1982)
- Italian Magazine, di Michele Mirabella e Toni Garrani, regia di Maurizio Ventriglia 1990/1991

## Discografia

### 45 giri
- 1970: Due ali bianche/Per noi (Dischi Ricordi, SRL 10.629; con Ottavia Piccolo)